# Szőke István (labdarúgó, 1945)
Szőke István (Salgótarján, 1945. március 7. – 2021. április 1. vagy előtte) magyar labdarúgó, kapus.

## Pályafutása
1960-ban kezdett futballozni Pásztón. Tizenhat évesen a felnőtt csapatban szerepelt. 1962-ben lett a Salgótarján utánpótlás játékosa.
1965 és 1975 között a Salgótarjáni BTC felnőtt csapatában játszott. 1965. szeptember 12-én mutatkozott be az élvonalban az MTK ellen, ahol 1–1-es döntetlen született. Az élvonalban 96 bajnoki mérkőzésen szerepelt. Részese volt a Salgótarjáni BTC legnagyobb sikerének, az 1971–72-es bajnoki bronzérem megszerzésének. Az 1976 nyarától az NB III-as Balassagyarmat játékosa volt.
Játékos pályafutása után a Salgótarjáni TC labdarúgó-szakosztály vezetője (1978) majd a klub ügyvezető elnöke (1981–1984) volt. Edzőként az SBTC ifjúsági csapatánál, a Nagybátonynál, a Kisbágyonnál és a Kisterenyénél tevékenykedett. 

## Sikerei, díjai
- Magyar bajnokság
  - 3.: 1971–72
- Magyar kupa (MNK)
  - döntős: 1967